# معاینه مقعد
از آزمایش Rectal examination، Rectal examination Digital (DRE) می‌توان برای تشخیص اختلالات پروستات، هایپرپلازی خوش‌خیم پروستات و چهار نوع پروستاتیت، (پروستاتیت مزمن/سندرم درد مزمن لگن، پروستاتیت مزمن باکتریایی، پروستاتیت باکتریایی حاد (ناگهانی) و پروستاتیت التهابی بدون علامت) استفاده کرد.
این آزمون در تشخیص هیپرپلازی خوش‌خیم پروستات از ۵۰٪ ویژگی برخوردار است. معاینه‌ی خشن پروستات در موارد مشکوک به پروستاتیت حاد می‌تواند منجر به بروز آمبولی سپتیک شود در نتیجه نباید تا زمان رد این تشخیص، انجام پذیرد.